# Hombre de Petralona

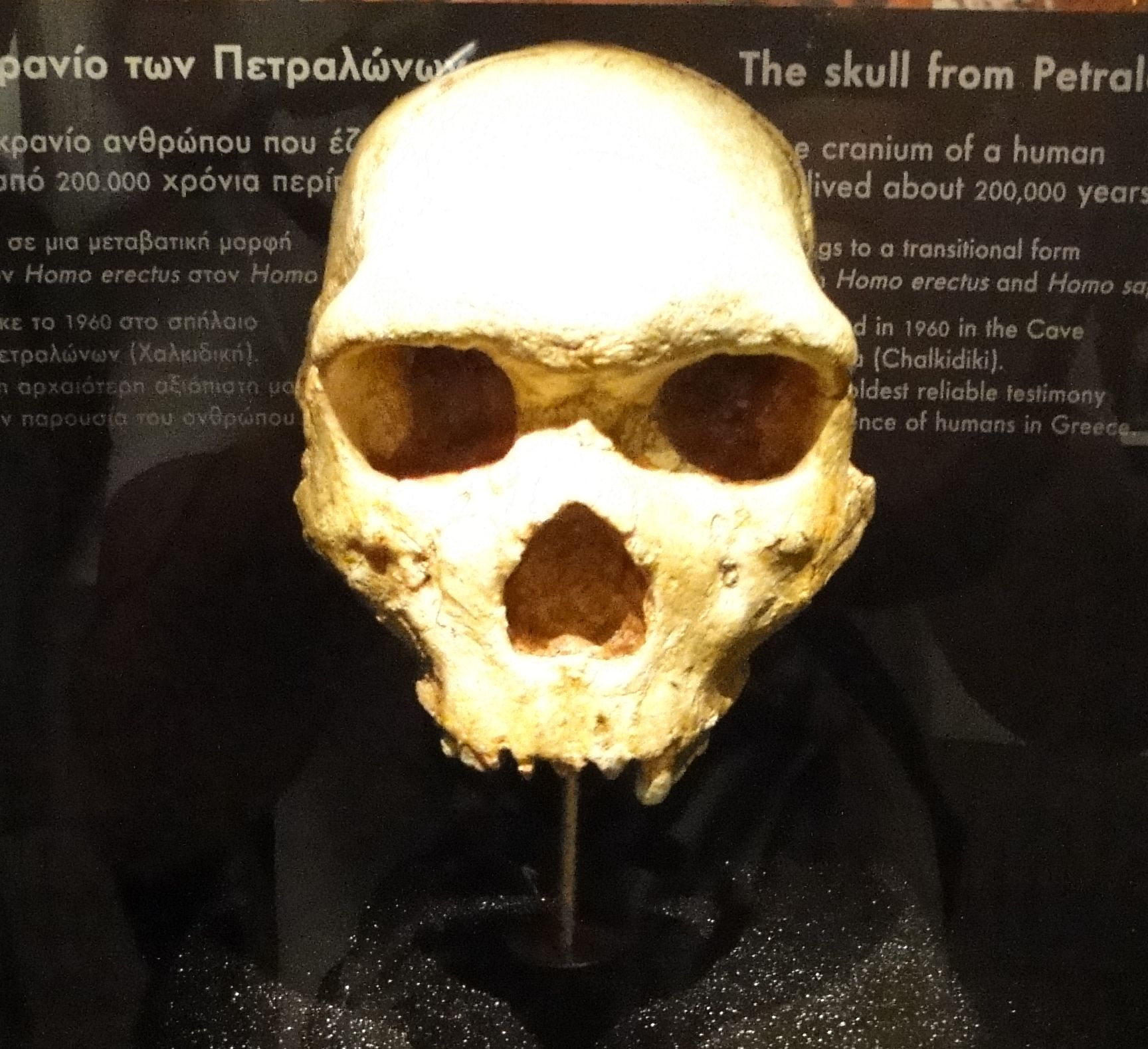
Cráneo de Petralona.

El hombre de Petralona es la denominación popular de un cráneo de un homínido adulto, catalogado como Petralona 1, encontrado por el espeleólogo Christos Sariannidis en 1960, en una cueva del monte Katsika, Petralona (Calcídica, Grecia), aislado, cubierto de una concreción calcárea, pendiente de una estalagmita a 23 cm del suelo. Posiblemente pertenezca a un Homo heidelbergensis.

## Datación
No existe certeza acerca de su edad. Aris Poulianos que lo denominó Archanthropus, estimó en 1968 que data de hace unos 700 000 años, y estaba situado entre capas estratigráficas de 750 000 y 550 000 años antes del presente. Rainer Grün (1996), mediante la resonancia electrónica del giro o conteo de los electrones atrapados, encontró que los materiales que envolvían el cráneo datan de 250 000 años antes del presente, como máximo, pero estudios posteriores han demostrado que estaba equivocado. 

## Características
Se trata de una forma transicional entre Homo erectus tardío (presenta torus occipital) y Homo neanderthalensis (línea de las cejas en doble arco, apertura nasal ancha, huesos de las mejillas inflados), con ciertas características modernas (carencia de cresta sagital, reducción del prognatismo facial). El occipucio no es redondeado como el de H. neanderthalensis y Homo heidelbergensis, sino en ángulo. Su capacidad craneana es de 1220 c.c., alta para ser erectus, pero baja para ser neanderthalensis o sapiens, con cara alargada proyectada hacia adelante, ancha y maciza en la parte superior. La mandíbula es muy ancha. Se destaca la posición más baja de la laringe y el desarrollo de la cavidad de resonancia faríngea. Por lo tanto eran capaces de articular las vocales del discurso humano moderno.

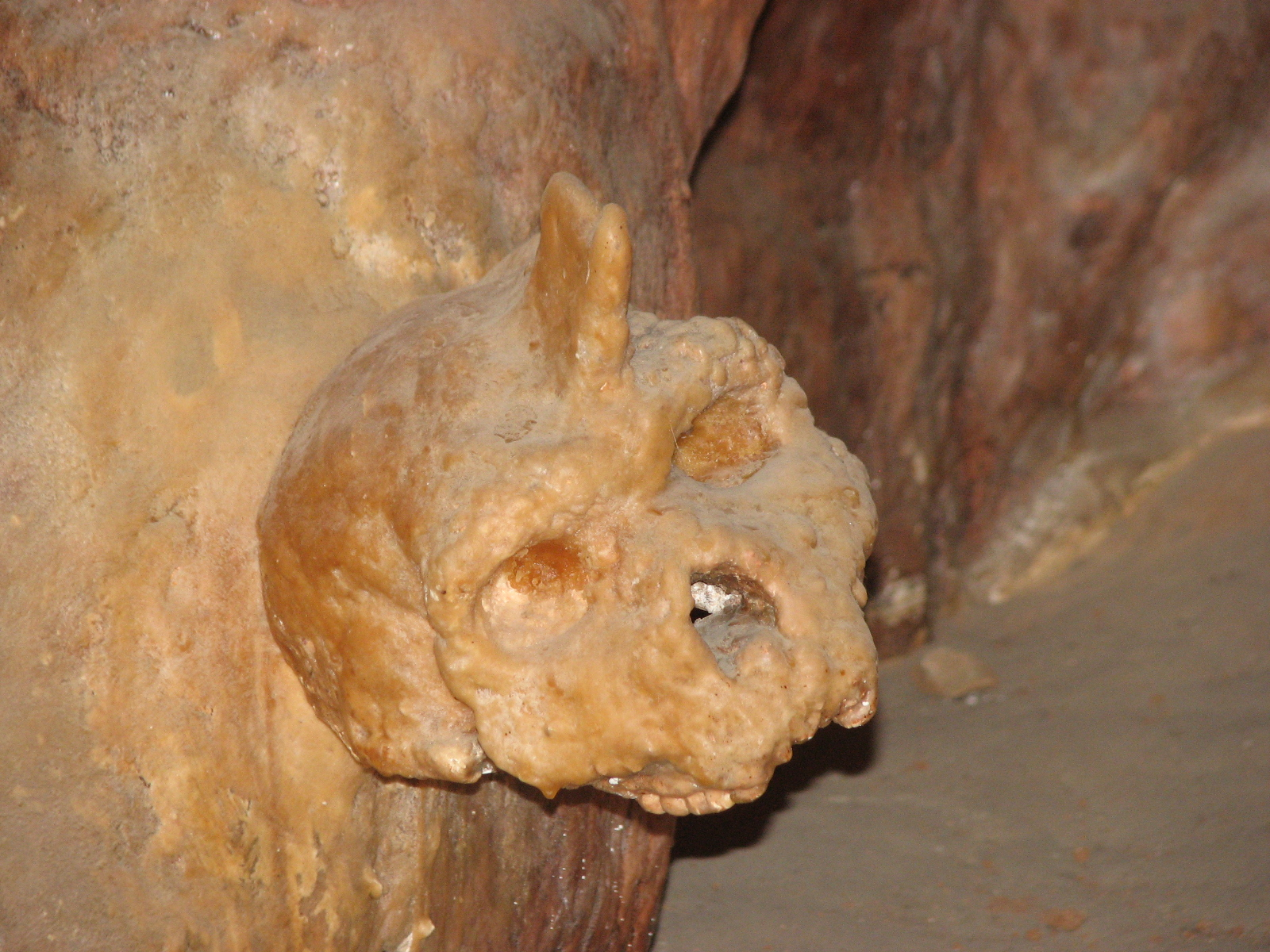
Aspecto del cráneo con la costra estalagmítica que tenía al ser descubierto.

## Sistemática
La mayoría de los expertos lo clasifica como Homo heidelbergensis. Sin embargo no hay acuerdo al respecto. Se destacan sus características comunes con el Hombre de Tautavel, pero también se le compara con Homo rhodesiensis. Además de este debate surgen otras preguntas: ¿desciende del Homo antecessor, es decir de homínidos procedentes de África o Asia hace más de 800 000 años, o desciende de H. rhodesiensis que abandonaron África hace menos de 600 000 años?. La determinación del ADN mitocondrial de los humanos contemporáneos, ha descartado sin embargo la posibilidad de que la población griega actual descienda del hombre de Petralona.